# Rittergut Schachten

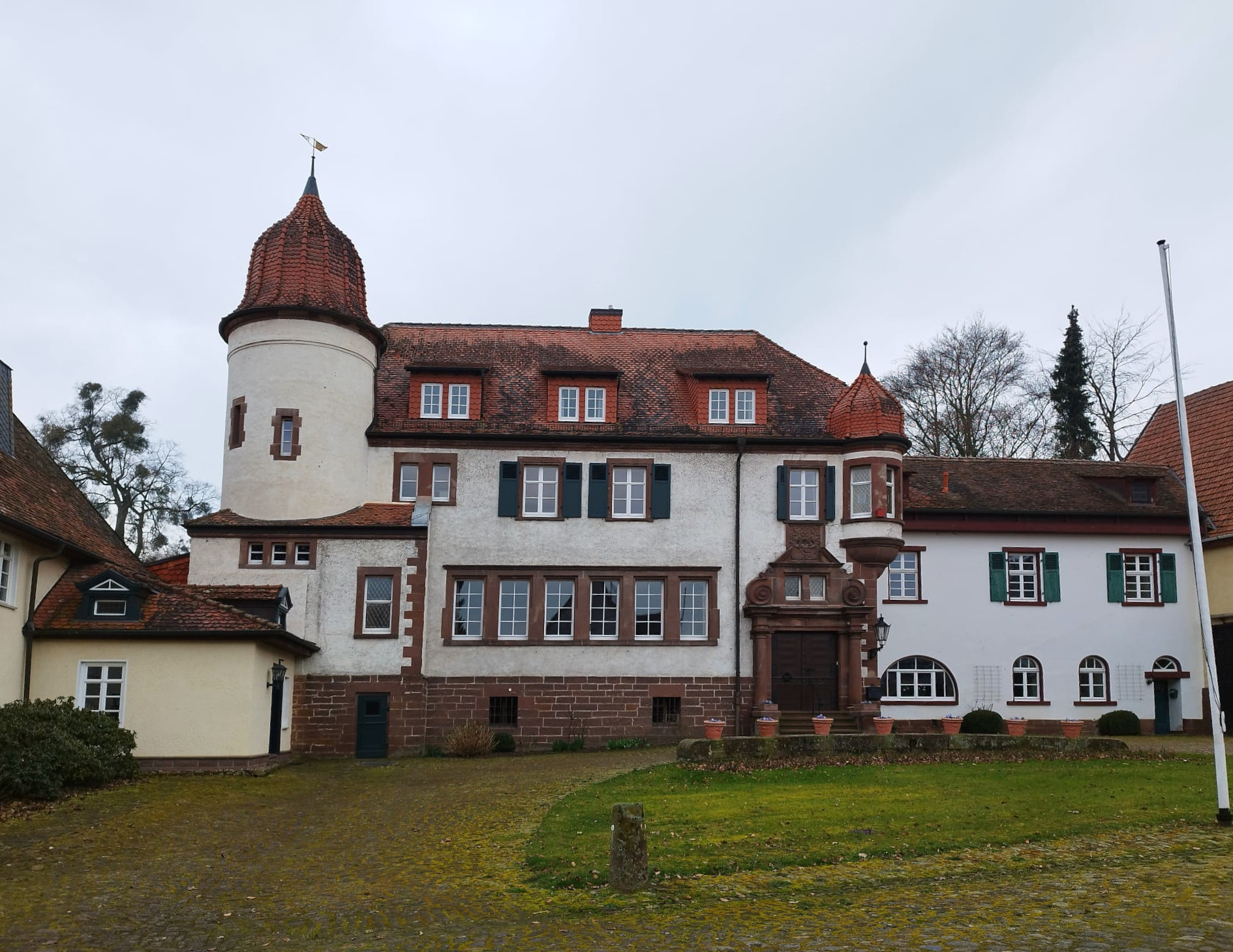
Rittergut Schachten – Herrenhaus mit Treppenturm

Das Rittergut Schachten ist ein Gutshof am Westrand des Stadtteils Schachten der Stadt Grebenstein im Landkreis Kassel in Hessen. Es befand sich nachweislich seit 1162 im Besitz der Herren von Schachten, bis zu ihrem Aussterben 1922, und bis heute ihrer Erben aus der Familie der Grafen Grote.

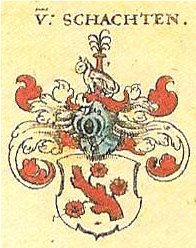
Wappen derer von Schachten in Siebmachers Wappenbuch 1605

Die nach Osten offene Hofanlage mit altem und neuem Herrenhaus und rechtwinklig dazu stehenden Scheunen befindet sich im Nordosten einer rund 2½ Hektar großen Parkanlage mit Teich und gilt als ein Glanzstück unter den ehemaligen hessischen Rittergütern.
Neben dem in den Jahren 1909/10 erbauten, schlossartigen, zweigeschossigen Herrenhaus mit seinem Krüppelwalmdach, dem runden Treppenturm an der Südostecke und einem Erker an der Südostecke, beide mit geschwungenen Dachhauben bedeckt, gehören zur Anlage das alte Herrenhaus oder Verwalterhaus. Diese wurden in den Anfangsjahren des 19. Jahrhunderts umgebaut und erweitert (mit älteren Bauteilen aus dem 17. Jahrhundert, als die Herren von und zu Schachten ihren Stammsitz nach den Zerstörungen des Dreißigjährigen Krieges wieder aufbauten). Dazu kommt das Wohnwirtschaftsgebäude am Hofeingang (datiert auf 1691) und das um 1910 errichtete Scheunengebäude.
Die Hofanlage ist gut erhalten und wird als landwirtschaftlicher Großbetrieb bewirtschaftet. Sie ist ein hessisches Kulturdenkmal und steht mit allen wesentlichen Gebäuden unter Denkmalschutz.